# Overloopgemeente
Een overloopgemeente is een ruimtelijk begrip in Nederland, om een aan een grote stad grenzende gemeente aan te duiden, die moet voldoen aan de ruimtebehoefte, in eerste instantie met name op het gebied van huisvesting, van de grote stad. Het begrip werd gebruikt in de Tweede Nota Ruimtelijke Ordening.
Voorbeelden hiervan zijn
- Purmerend en  Almere in de stadsregio Amsterdam
- Schiedam, Spijkenisse, Hellevoetsluis en Nieuwerkerk aan den IJssel in de Stadsregio Rotterdam.

Naarmate het aantal inwoners van de overloopgemeente stijgt ontstaat er in deze gemeente steeds meer behoefte aan voorzieningen die het niveau van een slaapstad overstijgen.